# Ethiopica ignecolora
Ethiopica ignecolora är en fjärilsart som beskrevs av George Francis Hampson 1916. Ethiopica ignecolora ingår i släktet Ethiopica och familjen nattflyn. Inga underarter finns listade i Catalogue of Life.